# Parque de las Flores

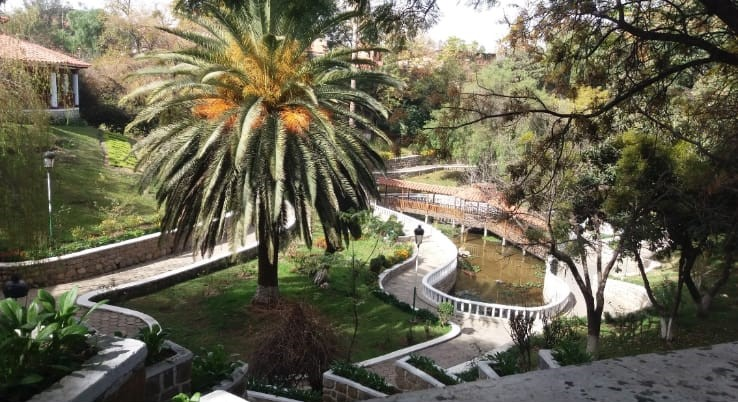
El Parque de las Flores se caracteriza por sus extensos jardines adornados con rosas, jazmines y una gran variedad de flores, además de senderos arbolados, una laguna ornamental y espacios pensados para el descanso y la contemplación de la naturaleza.

El Parque de las Flores es uno de los espacios verdes más emblemáticos de la ciudad de Tarija, Bolivia. Ubicado entre los barrios La Loma y El Carmen, destaca por sus jardines coloridos, fuentes y variedad de flores, especialmente rosas y jazmines. A lo largo de su historia, ha sido un lugar de inspiración para artistas y un punto de encuentro familiar, aunque en años recientes ha enfrentado problemas de mantenimiento y seguridad.

## Historia
El Parque de las Flores fue construido a finales de la década de 1980, durante la gestión del entonces alcalde Óscar “Motete” Zamora Medinacelli. Su emplazamiento se dio sobre un antiguo vertedero, como parte de un proyecto de recuperación urbana que convirtió ese espacio en una de las primeras áreas recreativas de la ciudad. En sus primeros años, fue un sitio frecuentado por familias, parejas y turistas, con una laguna de aguas cristalinas, peces de colores y jardines bien cuidados.
Con el tiempo, sin embargo, el parque fue perdiendo su esplendor debido a la falta de mantenimiento y problemas de inseguridad.

## Descripción General
El parque se encuentra en una zona elevada de la ciudad, en inmediaciones del mirador de La Loma. Su diseño combina elementos naturales y arquitectónicos, incluyendo:
- Jardines con flores como rosas, jazmines y otras especies ornamentales.
- Senderos peatonales para caminatas y recreación.
- Una laguna artificial con peces, aunque actualmente se encuentra en mal estado.
- Fuentes ornamentales y estructuras metálicas decorativas.
- Áreas recreativas para niños y espacios de descanso para adultos.
- Vallas metálicas y portones para controlar los horarios de acceso.[5]

## Flora y Fauna
El parque es conocido por la riqueza de su flora ornamental, principalmente especies florales, aunque la fauna no es significativa en términos silvestres, la laguna artificial ha albergado peces de colores que eran uno de sus principales atractivos.

## Importancia Cultural y Social
El parque ha sido fuente de inspiración para compositores de cuecas y otros artistas locales. Es parte del imaginario colectivo tarijeño como un sitio romántico, familiar y turístico. Además, ha sido uno de los primeros espacios públicos que fomentaron el encuentro ciudadano en la ciudad y un espacio de recreación, descanso y contemplación para vecinos y visitantes.